# 余今晓
余今晓（1945年2月—），男，汉族，宁夏平罗人，中华人民共和国政治人物，曾任中共固原地委书记，宁夏回族自治区人大常委会副主任。